# Касперовская икона Божией Матери
Ка́сперовская икона Божией Матери — один из иконописных образов Богородицы, почитаемый как чудотворный. Находится в Успенском соборе города Одессы. Празднование 29 июня (12 июля), 1 (14) октября и в среду Светлой седмицы, а также в первый день Петрова поста (Бериславская (Касперовская) чудотворная икона) в Новокаховской епархии УПЦ (МП).

## Иконография
Касперовский образ Богородицы представляет собой небольшую икону, написанную на холсте, наклеенном на доску. Икона схожа с Корсунской иконой Божией Матери, и в современной иконописи эти два образа практически неразличимы.

## История
На Украину икона в конце XVI века была привезена сербом, приехавшим из Трансильвании по приглашению русского правительства. Его потомок в середине XVIII века поселился в Ольвиопольском уезде Херсонской губернии.
Икона передавалась по наследству, пока в 1809 году её не приобрела помещица, жена штабс-капитана, Иулиания Ионовна Касперова, проживавшая в своём имении Касперово (в настоящее время Кизомыс Белозерского района Херсонской области). Икона к тому времени значительно обветшала.
В феврале 1840 года Касперова ночью молилась со слезами перед Касперовой иконой Божией Матери с просьбой помочь ей в её бедах. Вдруг Касперова увидела, что икона обновилась и лик Богородицы просветлел.
Мелкопоместная дворянка Вера Бурлеева, жившая в соседнем селе в то же время, никак не могла излечить паралич левой руки. Весной 1840 года во сне она услышала голос Богоматери, посылавший её в село Касперово помолиться иконе. Бурлееву привезли в дом Касперовых, где после молитвы она вылечилась.
Летом 1843 года случились ещё три выдающихся исцеления. После молитв перед образом Божией Матери выздоровел Иван Шумяков, 13-летний крестьянский мальчик из города Херсона, страдавший припадками падучей болезни. Выздоровела очаковская мещанка Мария Смешная, которую в дом Касперовой привезли разбитую параличом. До исцеления Смешная не владела половиной своего тела и двигаться самостоятельно была не в силах. После молитвы перед образом Пресвятой Девы и помазания маслом от лампады возвратился рассудок новоивановской крестьянке Парасковье Семипудовой, которая долгое время была одержима.
Через полгода, в последних числах января 1844 года, икону перенесли в сельский Никольский храм.
С тех пор от иконы стали проистекать исцеления, и люди признали её чудотворной. В 1846 году собранная по этому поводу комиссия официально признала действительность чудотворений. Икона была официально признана чудотворной и получила название «Касперовская». К иконе начали стекаться паломники из Херсона, Очакова, Одессы, Николаева и других мест.
С 1852 года по просьбе жителей Херсона каждый год на праздник Вознесения Господня Касперовскую икону Божией Матери стали приносить в собор Херсона.
Во время блокады Одессы британским флотом в ходе Крымской войны жители города обратились к архиепископу Иннокентию (Борисову) с просьбой перенести Касперовскую икону в одесский Спасо-Преображенский собор:

…от всего сердца веруем в чудную помощь Богоматери и уповаем, что пребывание Её Лика в нашем городе будет непреоборимым оплотом против вражеских нападений и надежнейшим залогом нашего спасения.
Просьба была удовлетворена. Образ был перенесён в Одессу крестным ходом и пребывал в городе с 6 августа 1854 года до 20 мая 1856 года. Каждую пятницу перед литургией архиепископ Иннокентий читал перед иконой акафист Покрову Пресвятой Богородицы, составленный им самим. Перед иконой давали обет сёстры милосердия Крестовоздвиженской общины.
Касперовской иконой архиепископ Иннокентий благословлял отправлявшиеся в Севастополь войска. Во время молебнов солдаты покупали свечи за медные гроши и пятаки. Архиепископ сделал распоряжение хранить эти деньги отдельно от других пожертвований, а затем отлить из них медный крест и установить его в кафедральном соборе в память будущим поколениям. Одесса осталась невредимой. 1 октября 1854 года осада была снята, после чего было решено «в поучение потомству сделать это событие незабвенным и день 1 октября праздником священным». С тех пор чудотворную икону 1 октября стали приносить в Одессу, где она и оставалась до среды Светлой седмицы в Спасо-Преображенском кафедральном соборе.
После поражения на реке Альме, открывшем путь войскам союзников на Севастополь и Симферополь, началось отступление русских войск. Архиепископ Иннокентий один прибыл в Симферополь 13 сентября 1854 года. На следующий день архиепископ совершил в соборе молебен, обличая малодушие и призывая заботиться о войсках. 15 сентября Иннокентий направил главнокомандующему светлейшему князю Александру Меншикову письмо с просьбой о разрешении приехать в Севастополь, дабы помолиться с войсками и передать им список с Касперовской иконы, однако получил отказ. 16 сентября архиепископ произнёс в соборе проповедь, благословив Симферополь и Крым Касперовской иконой.
С 1918 года чудотворный образ пребывал в Спасо-Преображенском соборе постоянно. В 1936 году Касперовскую икону перенесли в Успенский собор, ставший кафедральным. Чудотворный Касперовский образ Пресвятой Богородицы находится в нём и сейчас. В 1954 году в нижнем храме Успенского собора для образа был сооружён мраморный киот, близкий по рисунку к киоту, в котором она помещалась в Преображенском соборе. Риза иконы в 1974 году была отреставрирована и позолочена в Москве, в мастерских Московской патриархии.
23 июля 2023 года икону достали из-под завалов Спасо-Преображенского собора, повреждённого при российском ракетном обстреле города. Бронестекло было разбито, но сама икона уцелела.

## Молитва
О Пресвятая Дево, Мати Господа вышних сил, небесе и земли Царице, града и страны нашея всемощная Заступнице! Приими хвалебноблагодарственное пение сие от нас, недостойных раб Твоих, и вознеси молитвы наша ко Престолу Бога, Сына Твоего, да милостив будет неправдам нашим, и пробавит благодать Свою чтущим всечестное имя Твое и с верою и любовию покланяющимся чудотворному образу Твоему. Немы бо достойны от Него помиловани быти, аще не Ты умилостивиши Его о нас, Владычице, яко вся Тебе от Него возможна суть. Сего ради к Тебе прибегаем, яко к несомненней и скорей Заступнице нашей: услыши нас, молящихся Тебе, осени нас вседержавным покровом Твоим и испроси у Бога, Сына Твоего: пастырем нашим ревность и бдение о душах, градоправителем мудрость и силу, судиям правду и нелицеприятие, наставником разум и смиренномудрие, супругом любовь и согласие, чадом послушание, обидимым терпение, обидящим страх Божий, скорбящим благодушие, радующимся воздержание, всем же нам дух разума и благочестия, дух милосердия и кротости, дух чистоты и правды. Ей, Госпоже Пресвятая, умилосердися на немощныя люди Твоя: разсеянныя собери, заблуждшия на путь правый настави, старость поддержи, юныя уцеломудри, младенцы воспитай, и призри на всех нас призрением милостиваго Твоего заступления, воздвигни нас из глубины греховныя и просвети сердечныя очи наша ко зрению спасения, милостива нам буди зде и тамо, в стране земнаго пришельствия и на Страшном суде Сына Твоего: преставльшияся же в вере и покаянии от жития сего отцы и братию нашу в вечней жизни со ангелы и со всеми святыми жити сотвори. Ты бо еси, Госпоже, слава небесных и упование земных. Ты по Бозе наша надежда и заступница всех, притекающих к Тебе с верою. К Тебе убо молимся, и Тебе, яко всемогущей помощнице, сами себе и друг друга и весь живот наш предаем, ныне и присно и во веки веков. Аминь.